# Diane Leather
Diane Leather (Reino Unido, 7 de enero de 1933-5 de septiembre de 2018) fue una atleta británica especializada en la prueba de 800 m, en la que consiguió ser subcampeona europea en 1958.

## Carrera deportiva
En el Campeonato Europeo de Atletismo de 1958 ganó la medalla de plata en los 800 metros, llegando a meta en un tiempo de 2:06.6 segundos, tras la soviética Yelizaveta Yermolayeva (oro con 2:06.3 s que fue récord de los campeonatos) y por delante de la también soviética Dzidra Levitska (bronce).